# 金光浩
金 光浩（キム・グァンホ、김 광호、1955年12月9日 - ）は、日本出身で朝鮮籍のサッカー選手、サッカー指導者。在日朝鮮人初の朝鮮代表選手。
サッカー選手の金成勇は実子。

## 来歴
現役時代は在日朝鮮人による強豪アマチュアクラブ・在日朝鮮蹴球団でプレー。1980年に朝鮮代表に初選出され、1985年にはワールドカップ予選に出場、日本代表とも対戦している。
引退後は在日朝鮮蹴球団の団長を経て、2001年から朝鮮大学校 蹴球部監督、2006年はJFLアルテ高崎の監督に就任したが、成績不振のため4月に解任された。
2008年より朝鮮代表コーチに就任、主に攻撃面や在日選手の発掘を担当し44年ぶりのワールドカップ本大会出場に貢献した。
現在、在日本朝鮮人蹴球協会国際部長を務める。

## 選手経歴
- 神戸朝鮮高級学校 蹴球部
- 朝鮮大学校 蹴球部
- 在日朝鮮蹴球団 1977-1987

## 代表歴
- 朝鮮代表 (1980年-1985年)
  - モスクワオリンピックアジア地区予選
  - 1980年 AFCアジアカップ
  - 1982年 アジア大会
  - FIFAワールドカップ・メキシコ大会アジア地区予選

## 指導歴
- 朝鮮大学校 蹴球部 2001-2005
- アルテ高崎 2006
- 朝鮮代表コーチ 2008年-2010年